# Hugo Heermann

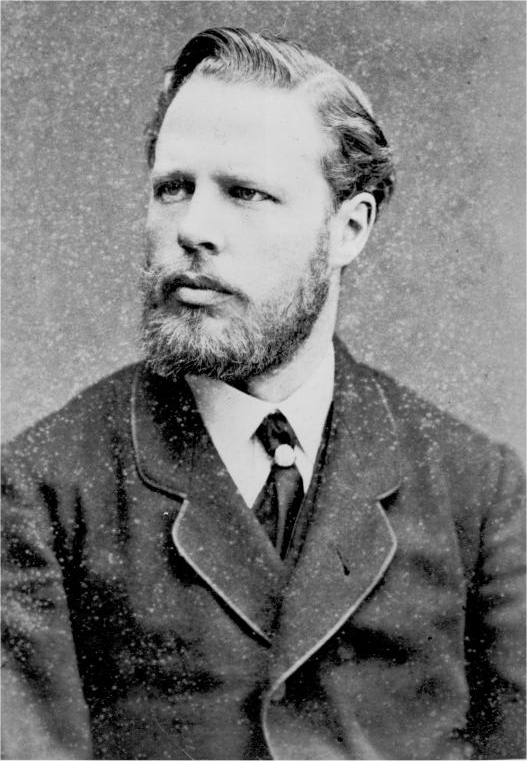
Hugo Heermann, 1875

Hugo Heermann (* 3. März 1844 in Heilbronn; † 6. November 1935 in Meran) war ein deutscher Violinist.

## Leben
Er erhielt seine erste Ausbildung durch den böhmischen Violinisten Ernst Maschek in Heilbronn und trat schon als Kind bei auswärtigen Gastspielen auf, ab 1854 in Wildbad. Dort sah ihn Gioachino Rossini, der eigens einen Tag nach Heilbronn kam, um Heermanns Vater die Ausbildung des Sohnes in Brüssel anzuraten und ein Empfehlungsschreiben abzufassen. Hugo Heermann studierte daraufhin Violine bei Lambert Joseph Meerts am Konservatorium in Brüssel, später bei Joseph Joachim.
Heermann hatte sich selbst zum Ziel gesetzt, sowohl ausübender Musiker als auch Lehrer zu werden. Ab 1864 lebte er hierfür in Frankfurt am Main, wo er von 1878 bis 1904 am Hoch’schen Konservatorium Violine unterrichtete, während er gleichzeitig 1. Violine mit Hugo Becker, Fritz Bassermann und Adolf Rebner im Museums-Quartett (auch Heermann-Quartett benannt) spielte.
Nach der Auflösung des Quartetts unterrichtete er von 1906 bis 1909 am Chicago Musical College, außerdem führten ihn Konzertreisen als Solist um den Globus, u. a. für die Erstaufführungen des Brahms’schen Violinkonzertes in Paris, New York und Australien.
1910 ließ er sich dauerhaft in Berlin nieder, wo er 1911 am Stern’schen Konservatorium unterrichtete. 1912 war er außerdem am Konservatorium in Genf. In Berlin gründete Heermann erneut ein Streichquartett, spielte aber außerdem auch im „Holländischen Trio“.
Nach seinem Rücktritt 1922 lebte er vorwiegend in Meran in Südtirol.
Theodor Kirchner widmete Heermann 1883 seine Romanze und Schlummerlied op. 63 für Violine und Klavier.

## Publikationen
- Charles-Auguste de Bériot: École transcendentale du violon, hrsg. von Hugo Heermann, 1896
- Hugo Heermann: Meine Lebenserinnerungen, Privatdruck, Leipzig 1935 – Neuausgabe mit biographisch-dokumentarischem Anhang von Günther Emig, Heilbronn 1994 und Niederstetten 2007